# Chiesa dei Santi Siro e Libera
La chiesa dei Santi Siro e Libera è un luogo di culto cattolico che sorge nel quartiere di Veronetta a Verona, all'interno del sito archeologico entro cui si trova il teatro romano e l'omonimo museo; fa parte della diocesi di Verona.

## Storia
Secondo tradizione, la prima messa della città di Verona sarebbe stata celebrata in un arcovolo del teatro romano, e proprio sopra questo arcovolo nel 913 venne edificata da Giovanni, vescovo di Cremona e cancelliere dell'imperatore Berengario, la chiesa dedicata a San Siro; lo stesso vescovo nel 922 donò l'edificio al vicino monastero benedettino di Santa Maria in Organo.

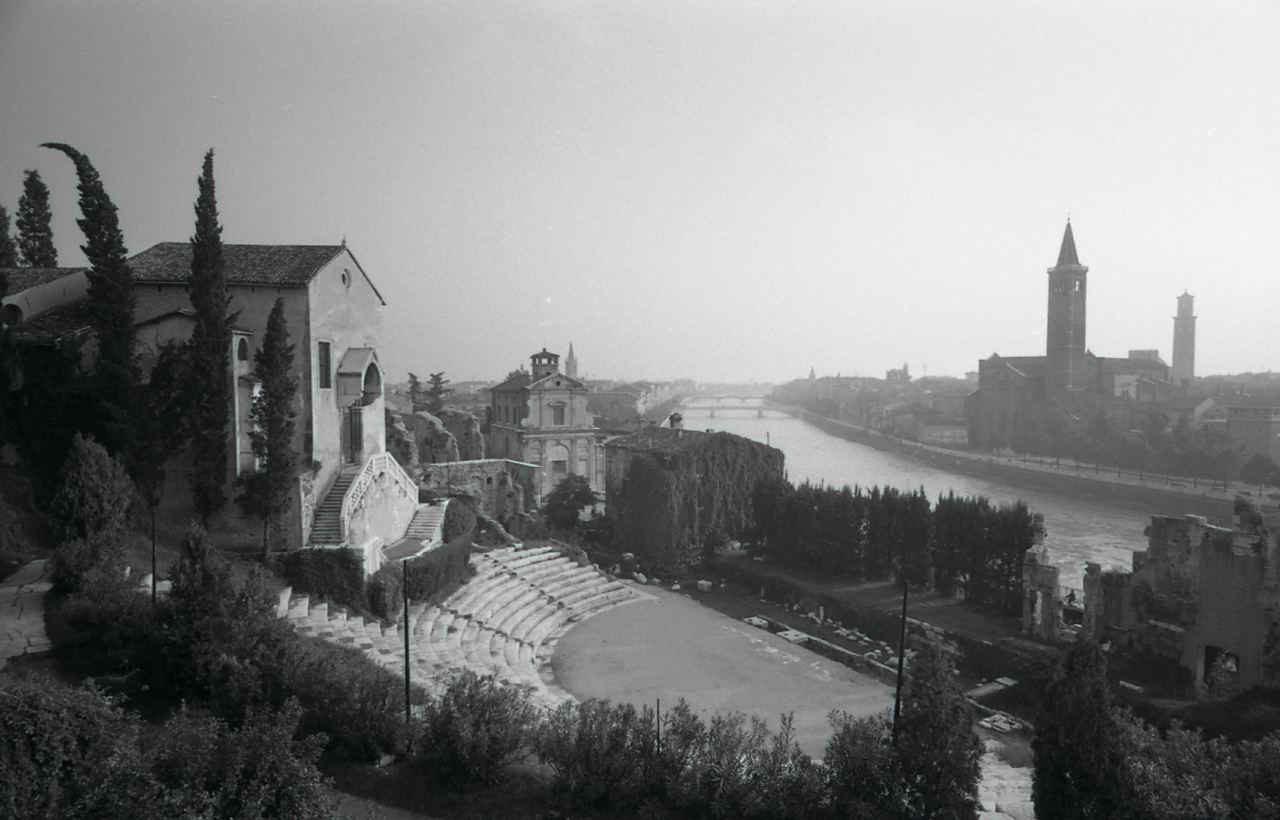
Fotografia del 1965 di Paolo Monti, da cui si può facilmente leggere il rapporto tra la chiesa e il teatro romano

Verso gli inizi del XIV secolo venne aggiunta la dedica a "Santa Libera", in riferimento a Liberata di Como, tuttavia non si conoscono le motivazioni che portarono a questa doppia titolazione. Nello stesso secolo l'edificio venne trasformato in stile gotico, ma di questa fase costruttiva sono rimasti solo il portale d'ingresso e il protiro pensile che lo protegge, insieme agli affreschi che lo adornano.
Nel 1517 la chiesa venne concessa alla Confraternita del Santissimo Sacramento, che ne mantenne l'utilizzo fino alla soppressione avvenuta tramite decreto napoleonico, il 25 luglio 1806. La stessa Confraternita commissionò, nel 1613, la modifica e l'ampliamento della chiesa, incorporando l'adiacente chiesetta di Santa Maria della Cava: fu in questa occasione che la chiesa assunse le forme che, sostanzialmente, ancora oggi la caratterizza. Alla fine dello stesso secolo risalgono gli ultimi lavori: tra il 1672 e il 1703 furono aperte le cappelle laterali, mentre tra il 1697 e il 1703 fu realizzata la scalinata che consente di raggiungere l'ingresso.

## Descrizione

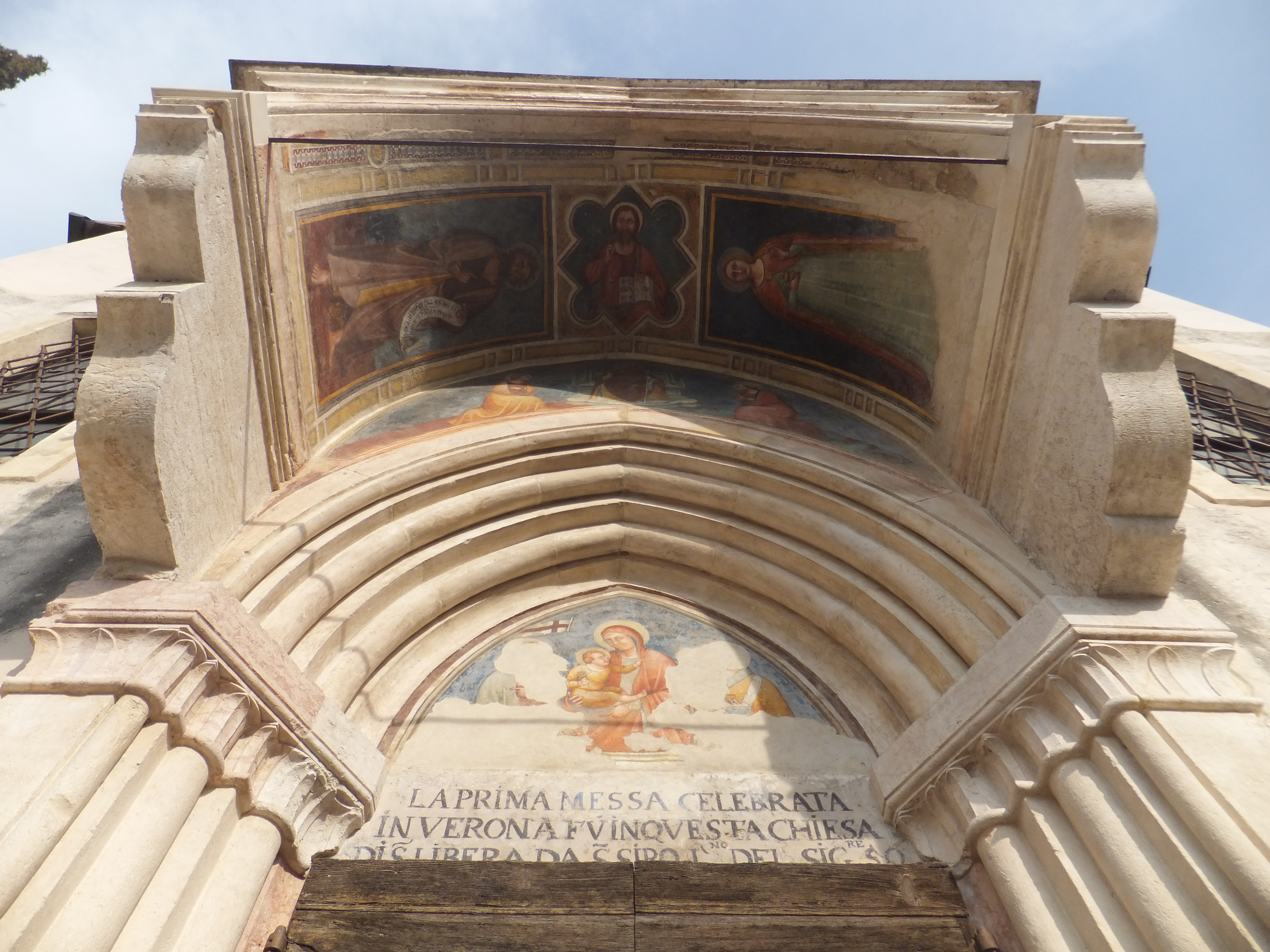
Dettaglio del portale, del protiro e degli affreschi del XIV secolo

Alla facciata della chiesa, a capanna e rivolta verso ovest, si accede tramite una scala articolata in due rami. Il portale d'ingresso è strombato, sormontato da una lunetta ad arco acuto con affresco raffigurante la Madonna con Bambino e protetto dal protiro pensile, su cui vi sono affreschi raffiguranti Cristo, San Giovanni Battista e Santa Dorotea e sulla lunetta San Siro in cattedra tra due sante. Sulla parete intonacata si aprono due finestre rettangolari ai lati del portale e in alto un occhio, mentre nell'angolo destro si trova una lapide di epoca romana.

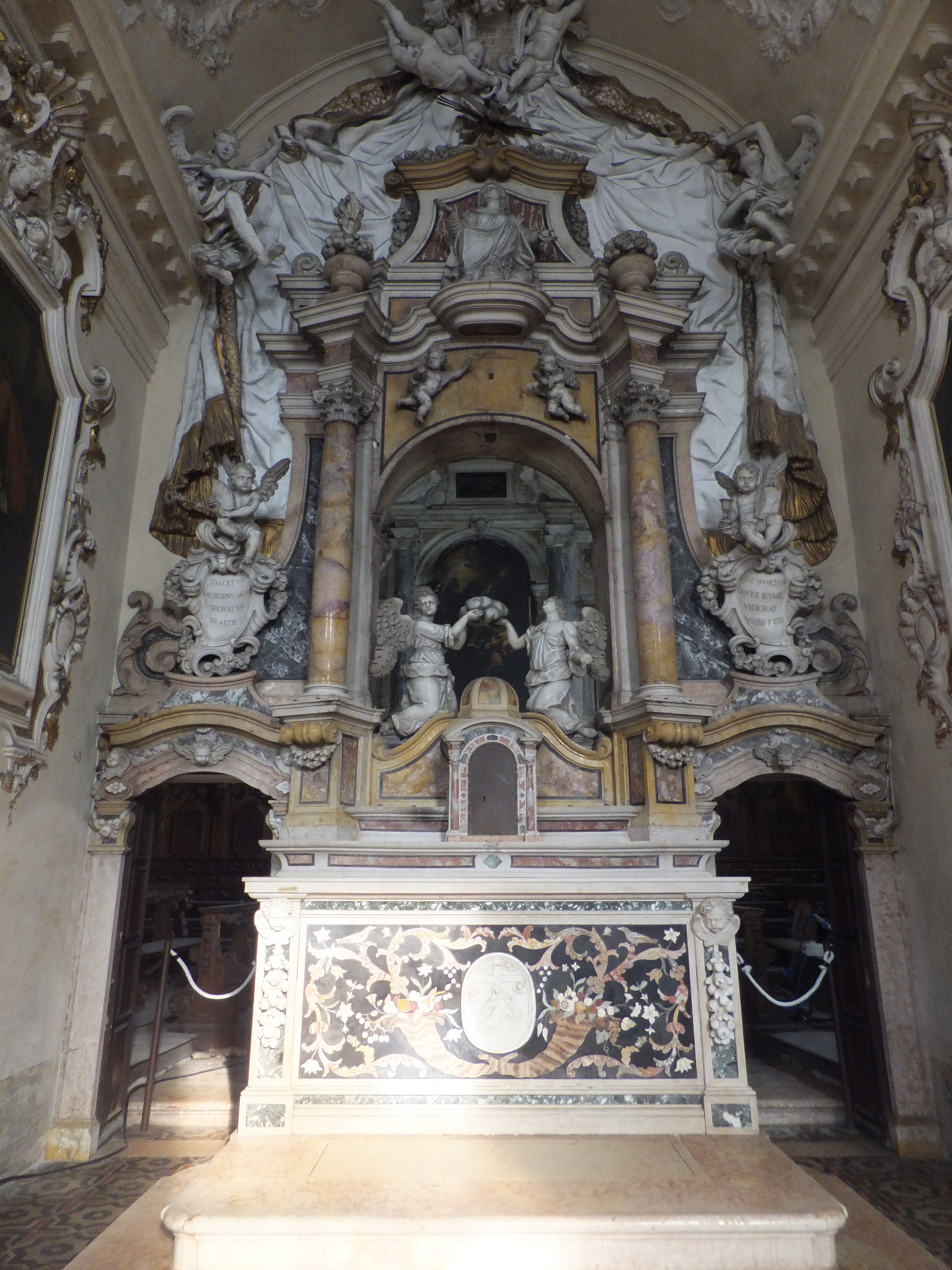
L'altare maggiore barocco

L'edificio, come anticipato, sorge all'interno del complesso archeologico del teatro romano, alla base di colle San Pietro. La chiesa sorge quindi su sostruzioni di epoca romana, in posizione rialzata e dominante, praticamente nel punto più alto di quella che era la cavea del teatro romano: essendo state riutilizzate le strutture antiche l'edificio si è adattato e la pianta della chiesa ha assunto una forma trapezoidale, con i muri laterali leggermente svasati verso il presbiterio. L'interno è ad aula unica, con il presbiterio di ampiezza ridotta e separato dal resto della chiesa da due gradini e balaustra. Sulle pareti laterali si aprono due cappelle, una per lato: in quella di sinistra trova spazio l'altare dedicato a San Gaetano mentre in quella di destra l'altare delle Sante Libera e Maria. Dietro il presbiterio e aperto verso di esso si trova un ampio spazio rettangolare destinato a coro, sul cui lato nord si trovano alcuni ambienti di servizio. Lo spazio dell'aula è coperta da una volta a padiglione, il presbiterio da una volta a botte mentre il coro da un soffitto piano.

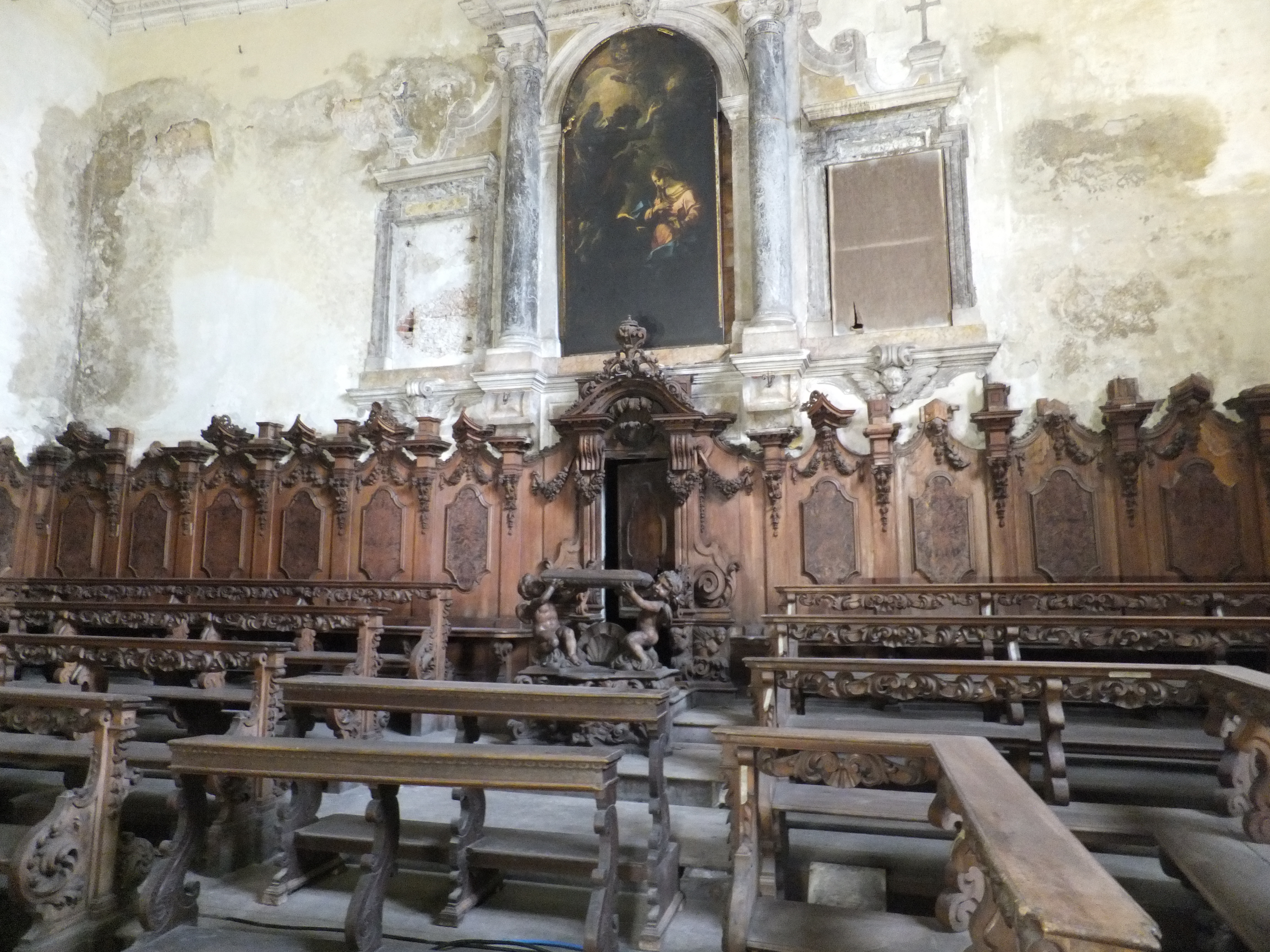
Il coro ligneo e l'opera pittorica di Ridolfi

Le pareti interne dell'aula sono scandite da lesene ioniche che sorreggono la trabeazione, oltre la quale si trova un attico decorato con specchiature. Ai lati dell'arco trionfale che dà accesso al presbiterio vi sono due altari, mentre al centro di quest'ultimo si trova il pregevole altare maggiore, ornato dell'ovale de l'Addolorata. Lungo le pareti del coro si trovano dei banchi lignei riccamente intagliati da artisti tedeschi tra il 1717 e il 1720, inoltre è presente una pittura raffigurante l'Annunciazione di Claudio Ridolfi. Nella chiesa si trova inoltre la sepoltura di un noto pittore veronese, Giambettino Cignaroli.